# Mollner Maultrommel

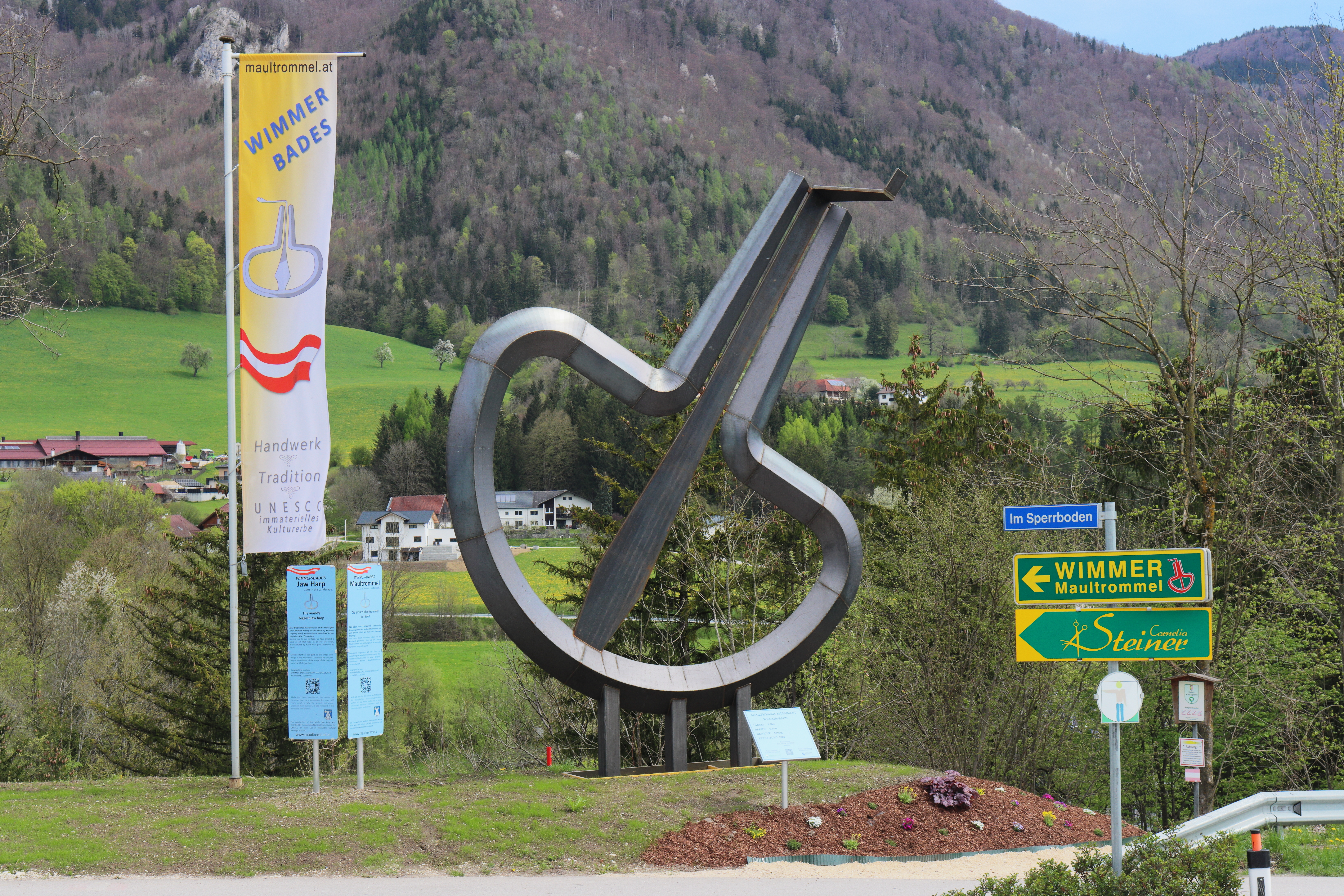
Maultrommel-Monument in Molln

Die Mollner Maultrommel ist ein traditionelles Musikinstrument aus der Gemeinde Molln in Oberösterreich. Die Erzeugung der Mollner Maultrommel wurde als Jahrhunderte alte Handwerkstechnik im Jahr 2014 in das Verzeichnis des Immateriellen Kulturerbes in Österreich aufgenommen.

## Geschichte
Die ersten schriftlichen Nachweise von Maultrommelmachern in Molln stammen aus der Zeit um 1650: Im Grundbuch der Herrschaft Steyr, das 1647 angelegt wurde, werden ein Pankraz Hueber Maultrummelmacher (Breitenau, alte Nr. 114) und sein Nachbar Georg Schneidersperger Maultrummelmacher vom Häusl bey der Pruggen (Breitenau, alte Nr. 118) genannt. Laut Trauungsmatrikeln heiratete im Jahr 1650 der „Trumblmacher“ Sebastian Salzhueber eine Margarete und am 20. Oktober 1657 der „Thrummerlmacher“ Wolfgang Stainer eine Margareta.
Urkunden, die sich direkt auf die Herstellung der Maultrommeln beziehen, finden sich erstmals in den 1670er-Jahren: Am 20. März 1673 beschwerten sich fünf, durch Krieg und andere Misslichkeiten beeinträchtigte Mollner Hufschmiede bei der Verwaltung, dass sie um ihren Lebenserwerb gebracht werden, weil die (körperlich leichte) Herstellung von Kloben (Ausgangsprodukt für die Maultrommeln) nicht nur durch (nicht mehr voll arbeitsfähige) Hufschmiede, sondern auch durch irgendwelche Sensenschmiede und Bauernknechte vorgenommen werde. Laut Ratsprotokoll des Jahres 1677 ersuchen die „gesambten Trumblmacher zu Molln“ die Herrschaft um den Erlass einer dringend notwendigen Handwerksordnung. Im Jahr 1679 trat dann tatsächlich die erste Handwerksordnung für die Maultrommelmacher in Kraft.

## Herstellung

### Überblick
Zuerst werden zwei Halbfabrikate erzeugt, nämlich der Kloben (Rahmen) und die Zunge (Feder), die abschließend verbunden und gestimmt werden.

### Klobenschmiede
Ursprünglich wurden die Kloben – ähnlich wie die Nägel in einer Nagelschmiede – handgeschmiedet. Vor allem ältere oder gebrechliche Hufschmiede, die nur mehr leichtere Arbeiten ausführen konnten, verdienten damit ihren Lebensunterhalt.
Mit der Zeit bildete sich der Beruf des „Klöbenschmiedes“ heraus. Das Roheisen wurde vorzugsweise aus Wendbach in der Katastralgemeinde Trattenbach von Ternberg bezogen, wo eine Eisensorte hergestellt wurde, die für die Erzeugung der Kloben geeignet war. Seit den 1930er-Jahren wird als Ausgangsmaterial ein starker, gewalzter Draht mit rhombischem Querschnitt verwendet, von dem geeignet lange Stücke abgezwickt werden.
In den 1820er-Jahren gab es in der Umgebung von Molln insgesamt 6 Klobenschmiede, davon zwei „Glöbenschmiden“ direkt in Molln:
- Robert Stöger auf der Waldeckersölde, wo schon im Theresianischen Kataster um 1750 ein Maultrommelmacher nachweisbar ist.[8]
- Franz Popp im Häusel am Eck, wo ursprünglich Büchsenmacher und Schaufelhacker tätig waren.[9]

### Kloben
Der Rohling wird gerade gestreckt, seine Enden werden gefeilt, und das Meisterzeichen wird eingestanzt. Am Amboss werden die beiden Endstücke um 90 Grad abgewinkelt. Mit zwei Zangen wird die Rundung hergestellt. Danach wird der Rahmen in seine endgültige Form gebracht. Die Kerbe für die Zunge wird mit einer Handpresse in den Rohling gedrückt.
Früher wurden die Kloben in Putzmühlen gereinigt. Diese mit groben Sägespänen gefüllten Holztrommeln wurden durch fließende Gewässer angetrieben. Tausend Kloben wurden darin etwa 24 Stunden lang durcheinandergeschüttelt, bis das Eisen blank gescheuert war.

### Zunge
Die Zungen (Federn, Lamellen) werden mit einer großen Schere aus dem Stahlblech geschnitten, zugefeilt, zweimal rechtwinkelig gebogen und gehärtet.

### Endfertigung
Im letzten Produktionsschritt werden die beiden Halbfabrikate miteinander verbunden. Die Zunge wird in den Rahmen „geschlagen“. Das Musikinstrument muss abschließend gestimmt werden.
Die Frauen und Kinder in der Stube vergoldeten früher bei Bedarf die Maultrommeln und packten sie auf kleine Holzgestelle, um die empfindlichen Stahlzungen zu schützen.

## Bauarten
Aus Molln stammen Bügelmaultrommeln aus Eisen (daher auch die Bezeichnung „Brummeisen“) oder aus Messing. Die federnde Zunge war stets aus Stahl.
Folgende Formen waren im Gebrauch:
- deutsche Form: das gebräuchlichste Modell
- Lyra- oder Birnform
- Genueser oder auch „Ganauser“ (nach dem Wort Gänserich, weil das Instrument wie ein Gänsekopf mit langem Hals aussieht)
- Eichelform

## Vertrieb
Die Maultrommelmacher unterstanden ursprünglich der Eisenobmannschaft und waren ab 1625 im Verlagssystem der Innerberger Hauptgewerkschaft integriert. Der Verlag war ein Liefervertrag zwischen Produzenten und Abnehmern, wobei sich im Eisenhandel sogar Verlagsketten bildeten. Es gab auch einen Sensenverlag.
Im 19. Jahrhundert wurde die Abhängigkeit von den Verlegern unerträglich, sodass 15 von 21 Meistern im Jahr 1891 eine Genossenschaft bildeten, die bis 1938/39 bestand.

### Anzahl der Meister und Gesellen
| Jahr | Meister | Gesellen | Quelle                    | Bemerkung |
| ---- | ------- | -------- | ------------------------- | --- |
| 1687 | 23      | 10       | älteste Zöchamts-Rechnung | |
| 1780 | 24      | 10       | Meisterbuch               | |
| 1795 | 30      |          | Herrschaftsarchiv Steyr   | 2 Meister unterstanden jedoch der Herrschaft Leonstein und 3 der Herrschaft Garsten. Für einige Meister wurden mehrere Stöcke angeführt: 7 Meister arbeiteten an 3 Stöcken, 3 Meister hatten 4 Stöcke, 1 Meister hatte 5 und 1 Meister sogar 6 Stöcke. |
| 1807 | 29      |          | Urkunde vom 7. Juni 1807  | unter den unterzeichnenden Meistern befinden sich 3 Frauen: Maria Grabnerin, Magdalena Kickendorferin und Maria Schwarzin |
| 1814 | 32      |          | Gielge, S. 208            | jährlicher Export von 100.000 Stück, sonst gibt es nur noch Meister im benachbarten Leonstein |
| 1818 | 34      | 14       | Zeitungsbericht           | |
| 1828 | 28      |          | Pillwein, S. 435          | 26 Meister in Molln und je 1 Meister in Breitenau und Ramsau |
| 1870 | 32      |          | Mohr S. 125               | |
| 1893 | 21      | 26       | Gewerbeinspektion         | |
| 1935 | 15      | 12       | Jahrbuch                  | |
| 1939 | 10      |          | Mohr, S. 51               | Die Genossenschaft wurde 1938/39 aufgelöst |
| 1955 | 6       |          | Mohr, S. 125              | Bernögger (Betrieb eingestellt im Jahr 1969), Hois (bis 1971), Hörzing (bis 1986), Seidl (bis 1973), Schwarz und Wimmer |
| 2014 | 3       |          | Girkinger, S. 10          | Jofen, Schwarz, Wimmer |

### Meisterzeichen
- B: Michael Schwarz
- E: Jakob Eisenhofer
- EI: Karl Schwarz
- F: Franz Helm
- FE: Georg Eisenhofer
- FH: Elisabeth Helm
- FI: Theresia Schwarz
- FK: Magdalena Gradauer
- G: Joseph Gradauer
- GK: Michael Hois (im Hoisn-Haus; „GK“ führte ursprünglich Gottlieb Kradauer († 1799))
- GR: Franz Rohrmüller
- GW: Anna Wimmer
- HH: Michael Zinganell
- I: Jakob Schöller
- IA: Franz Wimmer
- IG: Josef Zinganell
- IH: Mathias Helm
- IK: Mathias Eisenhofer
- IO: Joseph Grabner
- IP: Theresia Schwarz
- IS: Philipp Schwarz
- IZ: Vinzenz Eisenhofer
- ME: Carl Eisenhofer
- MG: Theresia Grabner
- MI: Franz Grabner
- MK: Franz Schwarz
- MW: Theresia Wimmer
- MZ: Joseph Grabner
- P: Vinzenz Hubinger
- SH: Franz Wimmer
- SP: Johann Dickbauer
- SS: Rohrauer Mathias
- W: Carl Schwarz
- „*“: Ignaz Schwarz

### Veranstaltungen
- 1851 nahmen 5 Mollner Maultrommelmacher an der Ersten Weltausstellung in London teil, und zwar Franz Grabner, Karl Schwarz, Franz Schwarz senior und junior, Ignaz Schwarz.[17]
- Bei der Landesausstellung 1893 in Linz erhielten die Mollner Maultrommelerzeuger die Silberne Medaille (Urkunde bei Firma Schwarz).[17]
- Bei der Landesausstellung für Industrie und Gewerbe 1898 in Steyr erlangten die Mollner Maultrommelerzeuger das Diplom 1. Klasse (Urkunde bei Firma Schwarz).[17]
- Das 3. Internationale Maultrommelfestival fand 1998 in Molln statt und wurde vom 1992 gegründeten Österreichischen Maultrommelverein organisiert.[24]
- Die Oberösterreichische Landesausstellung 1998 hatte unter anderem die Erzeugung der Maultrommeln als Themenschwerpunkt.

## Film
- Elfriede Lies: Herstellung von Maultrommeln. Aufgenommen 1966 bei der Maultrommelerzeugung Karl Schwarz Molln/Oberösterreich. In: mediathek.at. Österreichische Mediathek, 1966, abgerufen am 10. März 2024 (tonlose FLV-Videodatei).